# Yanko Daučík
Yanko Daučík Ciboch (Prága, Cseh–Morva Protektorátus, 1941. március 22. – Madrid, 2017. május 13.) spanyol labdarúgó, csatár. Ferdinand Daučík labdarúgó, edző fia, Kubala László unokaöccse.

## Pályafutása
1959–60-ban az Atlético Madrid amatőr csapatában játszott. 1960-ban a Salamanca, 1960 és 1962 között a Real Betis, 1962 és 1964 között a Real Madrid, 1964–65-ben az Atlético Madrid, 1965–66-ban a Melilla, 1966–67-ben az RCD Mallorca labdarúgója volt. 1967-ben nagybátyja Kubala László a kanadai Toronto Falcons játékosedzője volt és unokatestvérével Branko Kubalával ő is ideszerződött. 1968-ban a chilei Club Universidad de Chile játékosa volt. 1968–69-ben a Rayo Vallecano, 1969–70-ben a Sant Andreu, 1970–71-ben az Espanyol, 1971–72-ben a Xerez együttesében szerepelt.